# Théâtre de la Renaissance
El théâtre de la Renaissance és un teatre parisenc situat al boulevard Saint-Martin i inaugurat el 8 de març de 1873. Des del 14 de juny de 1994 està classificat com a monument històric de França.

## Història

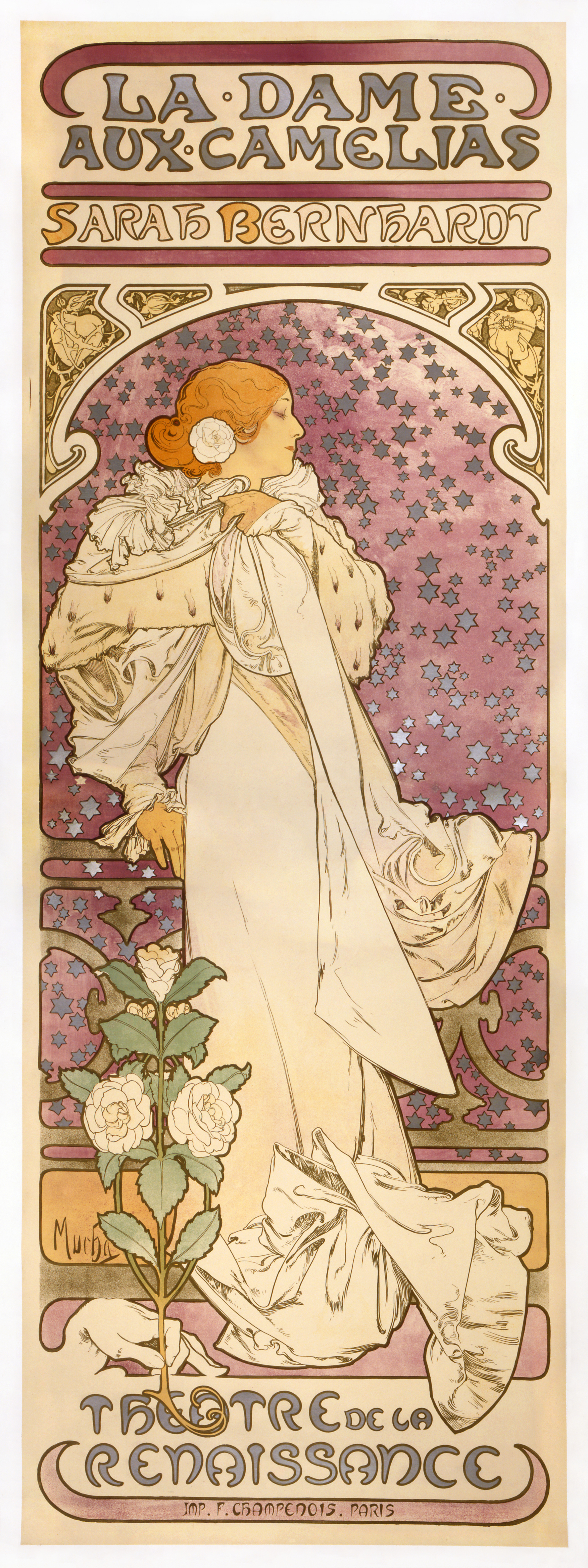
Cartell de La Dama de les Camèlies amb Sarah Bernhardt, del 1896

Va aparèixer per primera vegada com una companyia de teatre fundada el 1838 per Anténor Joly i per iniciativa de Víctor Hugo i Alexandre Dumas, que volien tenir una companyia dedicada a representar els seus drames romàntics. Es van instal·lar inicialment a la Salle Ventadour, on van inaugurar la programació el 8 de novembre de 1838 amb Ruy Blas i amb Frederick Lemaitre en el paper principal; tot seguit, l'abril de 1839 van estrenar L'Alchimiste i Paul Jones de Dumas.
També s'hi van representar òperes, com Lucia di Lammermoor de Gaetano Donizetti, però per problemes ocasionats per la competència amb altres companyies teatrals parisenques, l'empresa es va veure obligada a tancar el 16 maig de 1841 i es va dissoldre.
El 1872, sota supervisió de l'arquitecte Charles de Lalande, es va edificar un nou teatre en els terrenys de l'antic restaurant Deffieux, incendiat durant els esdeveniments de la Comuna de París. Va ser inaugurat el 8 de març de 1873, sota la direcció d'Hippolyte Hostein, amb La Femme de feu d'Adolphe Belot. Sota la seva direcció es van representar diverses obres com Thérèse Raquin d'Émile Zola, Pomme d'Api de Ludovic Halévy i William Busnach, La Jolie Parfumeuse d'Hector Crémieux i Ernest Blum, aquestes dues últimes amb música de Jacques Offenbach, o les òperes Giroflé-Girofla i La Petite Mariée d'Albert Vanloo i Eugène Leterrier. El 1875 Victor Koning va succeir a Hostein i, sota la seva dirección, fins al 1882, van representar-se La Marjolaine d'Albert Vanloo i Eugène Leterrier, Le Petit Duc d'Henri Meilhac i Ludovic Halévy o La Petite Mademoiselle i la Belle Lurette, entre d'altres. De 1882 a 1892 va tenir diferents directors fins que, el 1983, va esdevenir directora l'actriu Sarah Bernhardt que hi va ser al carreg fins al 1899. La van rellevar els germans Millaud el 1899, Firmin Gémier el 1901 i Lucien Guitry a l'octubre de 1902. L'actor Albert Tarride el va dirigir el 1909, Cora Laparcerie el 1913, Marcel Paston de 1928 a 1933 i Pierre Stuart-Layner fins a finals dels anys 1930.
El 1942, es trobava en situació crítica i amenaça d'enderrocament i va ser adquirit per Henri Varna, propietari d'altres teatres parisencs; a l'octubre de 1956, sota direcció de l'actriu Véra Korene es va instaurar l'estil del Segon Imperi Francès i es van estrenar diverses obres com les Séquestrés d'Altona de Jean-Paul Sartre o Who’s Afraid of Virginia Woolf? d'Edward Albee. El 1978, Francis Lopez succeïx a Korene i, de 1981 a 1988, Michele Lavalard dirigeix el teatre. És reemplaçat per Niels Arestrup i, després d'altres successives direccions, finalment el 2010, cinquanta teatres privats de París, reunits sota l'Association pour le soutien du théâtre privé (ASTP) i el Syndicat national des directeurs et tourneurs du théâtre privé (SNDTP), decideixen ajuntar forces sota una marca comuna, Théâtres parisiens associés.

## Arquitectura
La façana, feta de pedra llaurada, es divideix en tres plantes. Al nivell més baix, els tres arcs estan coronats per mascarons i es troben emmarcats per quatre pilars cadascun amb una parella de cariàtides esculpides per Albert-Ernest Carrier-Belleuse que sostenen el balcó del primer pis o «nivell noble». Aquest presenta un pòrtic corinti amb columnes aparellades entre els quals es troben tres grans finestrals amb ulls de bou al damunt. A la a cornisa es troba d'inscripció «Théâtre de la Renaissance».
L'últim nivell, està envoltat per una barana, on s'hi troben dues estàtues entre les quals hi ha un medalló on es llegeix la data de 1872. Té tres finestrals; el del centre és més ample i més alt i té al capdamunt un frontó en forma d'arc. Pel damunt d'aquest pis, es troba un sostre mig inclinat cobert amb pissarra amb finestres obertes al seu vessant.
A l'interior, un vestíbul circular porta a la sala principal, d'uns 14 metres d'ample i de llarg, on s'hi troben tres nivells de balcons i el galliner, tots decorats amb estàtues de caròtides de guix i nens amb lires. En el sostre hi ha una cúpula decorada amb diferents dibuixos al·legòrics sobre la comèdia, la música, la tragèdia i la dansa. Una gran llum d'aranya de bronze amb dotze braços il·lumina la sala.